# Carlos Díaz León
Carlos Eugenio Díaz León (Santiago, 4 de noviembre de 1972) es un actor chileno de teatro, televisión y de doblaje. Ejerce la docencia en la Escuela de Actuación Duoc UC y en la Universidad del Desarrollo. Es mayormente reconocido por su interpretación de Leonardo San Martín en Verdades Ocultas, la telenovela más larga en la historia de Chile y de Latinoamérica, y por doblar al español latino la voz de Stingy, de LazyTown.

## Biografía
Cursó las enseñanzas básica y media en el Saint George's College y es licenciado en artes con mención en actuación teatral de la Universidad de Chile.
Ha participado en varias telenovelas y series de Canal 13: Champaña (1994), El amor está de moda (1995), Amor a domicilio (1995), Adrenalina (1996), Más que amigos (2002), Tentación (2004) y Primera dama (2010). También ha formado parte de los elencos de telenovelas de Mega: Rossabella (1997), A todo dar (1998), Algo está cambiando (1999), Montecristo (2006), Amanda (2016) y Verdades ocultas (2017-2022).
Desde el año 2000, ha sido profesor de Duoc UC, donde actualmente es director de la carrera de actuación en la sede San Carlos de Apoquindo. Además, es docente en la Facultad de Comunicaciones de la Universidad del Desarrollo. Ha sido profesor invitado en TISCH School of Arts, dirigiendo la obra Fuenteovejuna (2010). También ha realizado talleres en la Universidad de Binghamton del estado de Nueva York y en la Universidad de Nueva York sede Abu Dhabi (NYUAD).
Está casado con la actriz Camila Videla, con quien tiene dos hijos.

## Televisión
| Año       | Título               | Papel                 | Ref.            |
| --------- | -------------------- | --------------------- | --------------- |
| 1994      | Champaña             | Nicolás Lyon          |                 |
| 1995      | El amor está de moda | Samuel                |                 |
| 1995      | Amor a domicilio     | José Castro           |                 |
| 1996      | Adrenalina           | Gaspar Mardones       |                 |
| 1997      | Rossabella           | Gonzalo Sánchez       |                 |
| 1998      | A todo dar           | Benjamín Echeverría   |                 |
| 1999      | Algo está cambiando  | Bastián Mayer         |                 |
| 2004      | Tentación            | Flavio Torres         |                 |
| 2006      | Montecristo          | Sáenz                 | ¿? episodios    |
| 2010      | Primera dama         | Juan Pablo Bustamante | ¿? episodios    |
| 2013      | Soltera otra vez 2   | Manuel                | ¿? episodios    |
| 2015      | Buscando a María     | Sergio Montecinos     |                 |
| 2016      | Amanda               | Luciano Santa Cruz    | Papel principal |
| 2017-2022 | Verdades ocultas     | Leonardo San Martín   | Antagonista     |
| 2019      | Río oscuro           | Rafael Morales        | ¿? episodios    |
| 2023-2025 | Juego de ilusiones   | Martín Lara           | [ 2 ]           |

| Año  | Título                       | Papel                 | Ref. |
| ---- | ---------------------------- | --------------------- | ---- |
| 1996 | Amor a domicilio, la comedia | José Castro           |      |
| 2001 | El día menos pensado         | Darío                 |      |
| 2002 | Más que amigos               | Felipe Contreras      |      |
| 2003 | La vida es una lotería       | Arturo                |      |
| 2005 | La otra cara del espejo      | Varios                |      |
| 2005 | El día menos pensado         | Néstor                |      |
| 2007 | Mujeres que matan            | Eduardo               |      |
| 2008 | Casado con hijos             | Carlos                |      |
| 2008 | El día menos pensado         | Diego, Rafael, Pascal |      |
| 2011 | Cesantes                     | Claudio               |      |
| 2012 | Infieles                     | Leonel                |      |

#### Programas de televisión
- Mi barrio, tu mejor compañía (2021)
- El discípulo del chef (2021-2022)

## Doblaje
| Serie                           | Personaje doblado |
| ------------------------------- | ----------------- |
| That '70s Show                  | Eric              |
| Marmalade Boy                   | Tsutomu Rokutanda |
| Zoids: Chaotic Century          | Raven             |
| Zoids: Guardian Force           | Raven             |
| Zoids: Fuzors                   | R.D               |
| Pulentos                        | Ramón             |
| LazyTown                        | Stingy            |
| Los luchadores                  | Turbina           |
| Jake Long: El Dragón Occidental | Brad Morton       |
| Avatar: la leyenda de Aang      | Jet               |

## Premios y nominaciones
| Año  | Premio                     | Categoría                              | Resultado |
| ---- | -------------------------- | -------------------------------------- | --------- |
| 1993 | Festival Nuevas tendencias | Mejor Obra por “La Danza de la Vida”   | Ganador   |
| 1996 | Premios APES               | Proyección Actoral por "Adrenalina"    | Nominado  |
| 1997 | Premios APES               | Mejor Actor Secundario por "Rosabella" | Nominado  |